# O Grito (telenovela)
O Grito é uma telenovela brasileira produzida e exibida pela TV Globo de 27 de outubro de 1975 a 30 de abril de 1976, em 125 capítulos. Substituiu Gabriela e foi substituída por Saramandaia, sendo a 22ª "novela das dez" exibida pela emissora.
Escrita por Jorge Andrade, foi dirigida por Walter Avancini, Gonzaga Blota e Roberto Talma.

## Enredo
O cenário principal e centro da trama é o Edifício Paraíso, construído por uma família aristocrática na cidade de São Paulo, que sofre desvalorização com a construção do Elevado Presidente Costa e Silva, mais conhecido como "Minhocão", que passa à altura de seu segundo andar.
Os personagens são os moradores do edifício, cada qual com sua história. No térreo moram os zeladores e nos demais andares, os vários tipos característicos da classe média paulistana. A cobertura é habitada por remanescentes da família que construiu o prédio. Em meio à variada gama de personagens, está a ex-freira Marta, que vai morar no prédio, e cujo filho Paulinho grita horrivelmente durante a noite, suscitando um movimento para expulsá-los, mas nem todos concordam, formando-se grupos a favor e contra.
Um clima de tensão se forma quando um interceptador telefônico é roubado e alguém pode estar ouvindo as conversas dos moradores. Preocupado, o síndico Otávio convoca uma reunião com os moradores para esclarecer o roubo do equipamento e também para decidir sobre a expulsão de Marta. Entre acusações mútuas, todos são considerados suspeitos, e a reunião é interrompida pelo zelador, que encontrou uma carta anônima no prédio, com a mensagem: "Conheço o segredo de todos! Ainda estão escondidos, mas poderão ser revelados! Cada um terá o seu preço. Assinado... o interceptador!". A reunião é encerrada e os moradores seguem lidando com suas culpas e problemas, pressionando pela expulsão de Marta, que recebe uma segunda carta anônima: "Como os outros, você sabe o que fez. O preço de seu segredo é sair do prédio. Se não sair, ele será comunicado aos condôminos. Assim vou fazer com todos. Da cobertura ao térreo, cada um tem um delito escondido que será revelado ao prédio."
O síndico marca uma nova reunião quando Marta recebe uma outra carta anônima, em que o suposto o ladrão do interceptador ameaça revelar o segredo de cada morador ao delegado Sérgio, que se instala numa sala do edifício, para interrogar os moradores sobre uma investigação de contrabando. Ele desconfia de uma ligação entre o roubo do interceptador e supostos contrabandistas moradores do prédio.

## Elenco
| Ator/Atriz            | Personagem   |
| --------------------- | ------------ |
| Glória Menezes        | Marta Mourão |
| Walmor Chagas         | Gilberto     |
| Ney Latorraca         | Sérgio       |
| Rubens de Falco       | Agenor       |
| Yoná Magalhães        | Kátia        |
| Tereza Rachel         | Débora       |
| Isabel Ribeiro        | Lúcia        |
| Elizabeth Savalla     | Pilar        |
| Leonardo Villar       | Edgard       |
| Maria Fernanda        | Mafalda      |
| Edson França          | Otávio       |
| Regina Vianna         | Dorotéia     |
| Marcos Paulo          | Orlando      |
| João Paulo Adour      | Rogério      |
| Françoise Forton      | Marina       |
| Yara Côrtes           | Carmem       |
| Roberto Pirillo       | Mário        |
| Suely Franco          | Laís         |
| Sebastião Vasconcelos | Francisco    |
| Eloísa Mafalda        | Socorro      |
| Ruth de Souza         | Albertina    |
| Lídia Brondi          | Estela       |
| Flávio Migliaccio     | Osvaldo      |
| Chica Xavier          | Lázara       |
| Castro Gonzaga        | Sebastião    |
| Ida Gomes             | Branca       |
| Guto Franco           | Guilherme    |
| Midori Tange          | Midori       |
| Carmen Alvarez        | Cleonice     |
| Paulo Gonçalves       | Caio         |
| Antônio Ganzarolli    | Gurgel       |
| Cosme dos Santos      | Jairo        |
| Jacyra Silva          | Nair         |
| Maria das Graças      | Jacira       |
| Heloísa Raso          | Arlete       |
| Carmen Monegal        | Cleide       |
| Tonico Pereira        | Corrêa       |
| Tony Ferreira         | Grandalhão   |
| Marcos Andreas Harder | Paulinho     |
| Ricardo Garcia        | Bento        |

### Participações especiais
| Ator/Atriz           | Personagem             |
| -------------------- | ---------------------- |
| Alcírio Cunha        | Ernesto                |
| Antônio Carlos Pires |                        |
| Carlos Fontoura      | Amigo de Jairo         |
| Esther Mellinger     | Dolores                |
| Fábio Sabag          | Diretor do teatro      |
| Francisco Dantas     | Davi                   |
| Hortência Tayer      | Prostituta             |
| Jardel Mello         | Dr. José               |
| Lady Francisco       | Prostituta             |
| Lajar Muzuris        | Anacleto               |
| Lourdes Mayer        | Olímpia                |
| Maria Lúcia Dahl     | Joana                  |
| Miriam Ficher        | Débora (criança)       |
| Otávio Augusto       | Henrique               |
| Pepa Ruiz            | Maria                  |
| Reginaldo Vieira     | Marginal               |
| Ziembinski           | Professor de filosofia |

## Produção
A proposta principal da novela era mostrar a realidade de se viver na cidade de São Paulo, que em 1975 já era bastante caótica. O ponto de partida da história era o convívio entre os moradores do Edifício Paraíso, que havia se desvalorizado com a construção do Minhocão.
| “                                 | O paraíso de se viver em São Paulo. O retrato dessa realidade. A vida nas suas vinte e quatro horas de correria, poluição, gente se esbarrando e nem sentindo, solidão, superpopulação e potencialidades, marginalidades e neurose | ” |
| — Jorge Andrade, autor da novela. | |   |

Antes mesmo da telenovela estrear a personagem da Midori (Midori Tange), a aeromoça que fazia contrabando incomodou um grupo de comissário de bordo. Por mais interessante que a proposta da novela fosse, ela não conseguiu alcançar os objetivos que propunha. Inclusive ela gerou indignação entre os moradores da capital paulista, que acusaram o autor de tentar criticar a cidade. Essa problemática chegou no Congresso Nacional e o então deputado federal Aurélio Campos fez duras críticas sobre a distorção da cidade de São Paulo, que segundo ele, a novela vinha fazendo.
A telenovela usou de um recurso temporal quase semelhante ao da novela O Rebu. Ao final da trama por meio de um diálogo, o telespectador descobriu que toda história (contada em seis meses) se passou em apenas uma semana.

## Exibição

### Outras Mídias
Foi disponibilizada em 19 agosto de 2024 no Globoplay através do Projeto Fragmentos, que visa resgatar obras incompletas cujos capítulos foram perdidos em incêndios ou no processo de substituição de mídias físicas por questões econômicas. Foram preservados apenas 3 capítulos da trama: 01, 02 e 125.

## Trilha sonora

### Nacional
1. Lá Vou Eu - Rita Lee (tema de locação: São Paulo)
2. Um Por Todos - Elis Regina
3. A Lua e Eu - Cassiano (tema de Sérgio)
4. Tema Em 5/4 - Victor Assis Brasil
5. Noite Vazia - Ângela Maria (tema de Marta)
6. O Grito - Victor Assis Brasil (tema de abertura)
7. Amor, Amor - Marília Barbosa (tema de Pilar)
8. Não Corra Atrás do Sol - Luiza Maria
9. Berceuse - Trio Radamés Gnattali
10. Saborearei - Luli e Lucinha
11. Vice-versa - Victor Assis Brasil

- Sonoplastia: Paulo Ribeiro
- Coordenação geral: João Araújo
- Direção de produção: Nelson Motta
- Assistentes de produção: Márcio Augusto e João Mello

### Internacional
1. True Love - Steve McLean (tema de Pilar e Sérgio)
2. Inseparable - Natalie Cole
3. Breezy - The Jackson Five
4. Fly, Robin, Fly - Silver Convention (tema de locação)
5. E Siamo Qui - Wess & Dori Ghezzi (tema de Laís e Mário)
6. Time Is Over - Harris Chalkitis
7. Hey Girl (Tell Me) - Bobby Wilson (tema de Lúcia)
8. Tenderness - Twins (tema de Marina)
9. So In Love With You - Leroy Hutson (tema de Rogério)
10. We Will Make It Tonight - Carol Douglas
11. Era Giá Tutto Previsto - Riccardo Cocciante (tema de Débora)
12. Picture Us - Bunny Sigler (tema de Kátia e Agenor)
13. Island Girl - Elton John
14. Everyday I Have To Cry Some - Arthur Alexander

- Coordenação geral: João Araújo
- Seleção de repertório: Toninho Paladino

Ainda: Do Drop In - The Love Unlimited Orchestra

## Remake Cancelado
O autor Ricardo Linhares enviou a TV Globo em 2019 a proposta de um remake da telenovela desta vez com um formato de minissérie. O projeto foi descartado oficialmente em 2023.